# Караев, Назим Алигейдарович
Назим Алигейдарович Караев (6 марта 1927, Баку)  — советский и российский учёный, геофизик, Заслуженный деятель науки и техники РСФСР (1994), Лауреат Государственная премия СССР (1988).

## Биография
Родился в 1927 году. Отец — партийный и государственный деятель Алигейдар Караев.
В 1950 году окончил Российский государственный геологоразведочный университет имени Серго Орджоникидзе.
В 1950—1954 годах — Технический руководитель сейсмопартии Кузбасской геофизической экспедиции.
С 1955 года он работает в Ленинградском филиале ВНИИГеофизика.
В 1961—1970 годах — заведующий лабораторией сейсморазведки ВИРГа.
В 1971—1991 годах — заведующий отделом в ВИРГ НПО Рудгеофизика.
В 1991—2015 годах — Главный научный сотрудник ФГУ НПП Геологоразведка.

## Научные труды
Автор более 150 научных работ и двенадцати монографий.